# Hecalapona delara
Hecalapona delara är en insektsart som beskrevs av Delong 1978. Hecalapona delara ingår i släktet Hecalapona och familjen dvärgstritar. Inga underarter finns listade i Catalogue of Life.